# Присилна насеља у Совјетском Савезу
Присилна насеља у Совјетском Савезу настала су као резултат трансфера становништва и вршена су у низу операција организованих према друштвеној класи или националности депортованих. Пресељавање „непријатељских класа“ као што су просперитетни сељаци и читаво становништво по етничкој припадности био је метод политичке репресије у Совјетском Савезу, иако одвојен од система казненог рада Гулага . Недобровољно насељавање је играло улогу у колонизацији девичанских земаља Совјетског Савеза. Ова улога је посебно поменута у првим совјетским декретима о присилним радним логорима.
У поређењу са радним логорима Гулага, присилна насеља су имала изглед „нормалних“ насеља: живело се у породицама, а било је нешто више слободе кретања; међутим, то је било дозвољено само унутар малог одређеног подручја. Све насељенике је надгледао НКВД; једном месечно, особа је морала да се региструје у локалној канцеларији за спровођење закона у селсовјету у руралним областима или у одељењу милиције у градским насељима. Као грађани другог реда, депортованим народима означеним као „специјални досељеници“ било је забрањено да обављају различите послове, да се врате у регион свог порекла, да похађају престижне школе, па чак и да се придруже програму космонаута. Након што је 1950-их службено укинут систем специјалног насељавања, већини депортованих аутохтоних народа било је дозвољено да се врате у своје домовине, осим Кримских Татара и Турака Месхетиана, којима је у ери Хрушчова и Брежњева ускраћено право на повратак и углавном су остали у подручја у која су депортовани због система боравишне дозволе.

## Изгнаничка насеља
Изгнаничка насеља (ссильное поселение, ссилноие поселение) била су нека врста места за живљење услед унутрашњег изгнанства. Систем политичког и административног изгнанства постојао је и у царској Русији. Најзначајнија категорија прогнаних досељеника у Совјетском Савезу (ссильнопоселенци, ссилнопоселентси) биле су читаве националности пресељене током владавине Јосифа Стаљина (1928–1953). У различитим временима, за ову категорију коришћен је низ других термина: специјално насеље (спецпоселение), специјално пресељење (спецпереселение) и административно изгнанство (административна висилка, термин који се односи на вансудски начин одлучивања о судбинама људи" од стране административна средства“). Прогнаници су слати у удаљена подручја Совјетског Савеза: Сибир, Казахстан, Централну Азију и руски Далеки исток.
Главни извор становништва у прогнаничким насељима биле су жртве онога што се данас назива етничким чишћењем. Совјетска влада се плашила да ће људи одређених националности деловати као субверзивци пете колоне током очекиваног рата, и предузела је драстичне мере да спречи ову претњу. Депортовани су слати у затворе, радне логоре, изгнаничка насеља и „надзиране резиденције” (пребивалиште у уобичајеним насељима, али под надзором НКВД-а).

## Принудна пресељења

### Депортације 1928–1939.
Године 1929, влада предвођена Јосифом Стаљином одредила је неке регионе (познате као округе) Западног Сибира као локације за будуће депортације онога што се називало „друштвено опасним класама“ људи из Белорусије, Украјине и северозападног дела европске Русије. Сибирски истраживачи примећују да се депортације овог периода могу окарактерисати као „депеасантизација“ (рус. раскрестьянивание) као сељаци су представљали значајан удео оних који су доживели ову врсту репресије.  Године 1928. Совјетски Савез је прошао кроз глад роба познату као совјетска житна криза; то је довело до присилне колективизације пољопривреде. Као резултат тога, влада је почела да подвргава припаднике земљорадничког становништва сеоског сељаштва политици масовних депортација; они су насилно уклоњени и послати у регионе одабране за депортације. Ова политика се спроводила све до 1933. године, када су совјетске власти спровеле серију такозваних "чишћења града", којом су натерале део маргинализованог становништва (сељаке који су се скривали од ранијих депортација, Роме и друге циљане групе) да се преселе. Улице многих градова попут Лењинграда и Москве биле су препадне од стране милиције, а они који су ухваћени послани су на исток. Ова политика је имала фаталне последице за неке који су били на мети; један пример суровог окружења којем су депортовани били изложени је злогласна нацинска трагедија из 1933. која се догодила у близини Томска.  Утицај на депортоване на острво Назино био је разоран; преко 4.000 људи је умрло или нестало у року од тринаест недеља, добијајући само сирово брашно да би преживели. Ране депортације су се поклопиле са политиком декулакизације и пасошизације Совјетског Савеза.

### Депортације са пограничних територија 1939–1941.
Неколико таласа присилног пресељења се десило са територија на западним границама. Ове територије су укључивале Мурманску област и недавно припојене земље које су Совјети извршили инвазију и окупирали према пакту Молотов-Рибентроп са нацистичком Немачком; делови Пољске и Румуније и балтичких држава.
На територијама припојеним Пољској (територије Креси и Бјалисточко војводство), почетни талас репресије 1939. рационализован је као уклањање „друштвених непријатеља“, или „народних непријатеља“: војног, полицијског и административног особља, крупних земљопоседника, индустријалци и трговци. Обично су били осуђени на 8-20 година рада у логорима. Поред тога, насилно су уклоњени досељеници, односно осадници, као и шумари и железничари. Масовне депортације пољског становништва у удаљена подручја Совјетског Савеза десиле су се 1940–1941. Процене укупног броја депортованих Пољака варирају између 400.000 и 1,9 милиона људи, укључујући и ратне заробљенике.
Дана 23. јуна 1940. године, Лавренти Бериа, шеф НКВД-а, наредио је да се Мурманска област очисти од „страних држављана“, међу којима су били Скандинавци и све друге националности. Људи финске, шведске и норвешке (видети такође „ Кола Норвежани “) националности пресељени су у Карело-финску ССР. Немци, Корејци, Кинези и други су пресељени на Алтај.
Депортације „прогнаних досељеника“ из балтичких држава (Литванци, Летонци и Естонци) и анектираног дела Румуније (Бесарабија и Северна Буковина) извршене су у мају-јуну 1941.
Након немачке инвазије на Совјетски Савез 1941. Стаљин је тражио приближавање Западу, што је укључивало успостављање дипломатских односа са пољском владом у егзилу. Као резултат тога, пољски држављани су „амнестирани“ и ослобођени „посебног насеља“. Депортације пољских држављана обележене су спомеником палим и убијеним на истоку у Варшави.

### „Превентивне“ депортације народности 1941–1942.
Ове депортације су се тицале совјетских грађана „непријатељских националности“. Таргетирани су Поволшки Немци, Финци, Румуни, Италијани и Грци. На крају процеса, кримски Татари су укључени у овај талас депортације.

### „Казнене“ депортације народности 1943–1944.
Ове депортације су се тицале етничких група које су проглашене кривима за сарадњу са нацистичким окупаторима: одређеног броја народа Северног Кавказа и Крима: Чечена, Ингуша, Балкара, Карачајева, Турака Мешкета, Кримских Татара и Кримских Болгара, као и Калмика.

### Послератне депортације
Депортације након завршетка Другог светског рата нису биле посебно диференциране нити класификоване „операцијама НКВД-а“. Погођени су били људи са територија које су биле под управом Сила Осовине : чланови породица особа оптужених за лојалност администрацији Осовине и особа које су наставиле отпор совјетској власти, што је класификовано као „бандизам“. Неки бивши остарбајтери су „филтрирани“ и у изгнанство. „Чишћење“ припојених територија настављено је све до раних 1950-их. У јулу 1949, још 35.000 је депортовано из Бесарабије и Северне Буковине, оптужених да су кулаци или да су сарађивали са ратном румунском администрацијом.
Највећи број депортације Литванија је претрпела у ноћи 22. маја на 4 сата. Стављајући људе у вагоне са животињама, Стаљин је депортовао око 40.000 људи, укључујући 10.897 деце млађе од 15 година. Само током путовања је страдало 5.000 литванске деце.

### Указници
Термин указник потиче од руског израза „указ“. Примјењује се на осуђене према различитим совјетским указима, али најчешћа употреба се односи на низ уредби везаних за оно што је касније у совјетском закону формализовано као паразитизам, или избјегавање друштвено корисног рада . Међу првима од њих био је декрет од 2. јуна 1942. „О кривичној одговорности за утају од друштвено корисног рада и за друштвени паразитизам у пољопривредном сектору“). Обично се примењивао на колхознике који нису успели да изврше своје бараке (труодни, "радни дани"). Изгнанство је трајало 8 година. Током 1948–1952. регистровано је 33.266 специјалних досељеника („указника“). За разлику од осталих категорија прогнаних насељеника, деца ових прогнаника нису била подвргнута Уредби.

### Верски прогон
Совјетски Савез је прогањао бројне верске групе, као што су Јеховини сведоци, Истинска православна црква (истинно-православне христиане), инохентизам (иннокентијевци) и прави и слободни адвентисти седмог дана (адвентисти-реформисти). Посебно су чланови ових група одбили да се придруже Млађдм пионирима, Комсомолу или да служе у Совјетској армији. Обично су припадници ових група, а посебно утицајни чланови, били предмет кривичног закона и третирани су од случаја до случаја. Међутим, 3. марта 1951. године, Савет министара СССР је издао декрет „О протеривању активних учесника антисовјетске илегалне секте јеховиста и чланова њихових породица“. Према овој уредби, око 9.400 Јеховиних сведока, укључујући око 4.000 деце, пресељени су из балтичких држава, Молдавије и западних делова Белорусије и Украјине у Сибир 1951. године, што је догађај познат као „Операција Север“.
Тек у септембру 1965. године, декретом Президијума Савета министара СССР-а укинуто је ограничење „посебног насеља“ за припаднике ових верских група.

### Иранци и Асирци
Горе наведене су главне, најмногољудније категорије прогнаних досељеника. Било је неколико мањих категорија. Они су били мали у обиму читавог Совјетског Савеза, али прилично значајни у смислу погођених категорија становништва. На пример, 1950. године сви Иранци, са изузетком лица јерменске националности, пресељени су из Грузије, са око 4.776 становника, а исте године хиљаде хришћанских етничких Асираца депортовано је из Јерменије и Грузије у Казахстан.

## Радничка насеља
Радничка насеља (трудопоселение, трудопоселение) била су начин унутрашњег изгнанства који је користио насељенике за обавезни рад. Главна категорија „радних досељеника“ (трудопоселенци, трудопоселенци) били су кулаци и чланови њихових породица депортовани 1930-их пре Велике чистке. Радничка насеља су била под управом Гулага, али се не смеју мешати са радним логорима.
Први званични документ који је одредио широку „декулакизацију“ био је заједнички декрет Централног извршног комитета и Совнаркома од 1. фебруара 1930. године. У почетку су породице кулака депортоване у удаљена подручја „на посебно насеље“ без посебне бриге о њиховом занимању. У периоду 1931–1932, проблемима декулакизације и територијалног планирања прогнаничког насеља бавила се посебна комисија Политбироа позната као Андреев-Рудзутакова комисија (комиссия Андреева-Рудзутака), названа по Андреју Андрејевичу Андрејеву и Јану Руџутаку. План за постизање циљева као што су експлоатација природних ресурса и колонизација удаљених подручја са „специјалним насељима“ уместо радних логора одбачен је након откривања афере Назино 1933. године; накнадно је проширен систем Гулага.
Појмови „радничко насеље“/„насељеници“ уведени су 1934. године и били су у службеној употреби до 1945. године. Од 1945. године терминологија је унифицирана, а прогнани кулаци су документовани као „специјални досељеници – кулаци“.

## Слободна насеља
Слободна насеља (волное поселение, волноие поселение ) била су за лица пуштена из оквира радних логора „на слободно насељавање“ пре истека рока, као и за оне који су служили пуни рок, али су остали ограничени у избору места боравка. Ови људи су били познати као слободни досељеници ( волнопоселенци, волнопоселентси). Термин је био у употреби раније, у царској Русији, у два значења: слободно насеље сељака или козака (у смислу ослобођења од кметства) и неограничено изгнанство (нпр. након одслужења каторге).
Од „слободних досељеника“ прве категорије често се захтевало да обављају посао распоређен у одговарајући радни логор или неки други обавезан посао. Касније су људи могли да се распоређују на „слободно насеље“ и у друга места, па и у градове, уз обавезан рад где год је била потребна радна снага.

## Статистика становништва
После распада Совјетског Савеза истраживачи су добили приступ архивама НКВД- а. Подаци од 1. јануара 1953. показују да је 2.753.356 "депортованих и специјалних насељеника"
Дмитриј Волкогонов је у својој књизи о Стаљину цитира документ МВД-а који извештава о 2.572.829 1. депортованих људи.
Само у Литванији око 131.600 људи је протерано, а 156.000 послато у гулаге.